# Burlingame (Kalifornia)
Burlingame város az USA Kalifornia államában, San Mateo megyében. Lakosainak száma 31 386 fő (2020).

## Népesség
A település népességének változása:

| 2010 | 28 806 |
| 2020 | 31 386 |